# Карамбай
Карамба́й (рос. Карамбай) — пристанційне селище в Можгинському районі Удмуртії, Росія.
В селищі знаходиться залізнична станція Карамбай на залізниці Казань-Агриз.
Урбаноніми:
- вулиці — Садова, Станційна

## Населення
Населення — 43 особи (2010; 47 в 2002).
Національний склад станом на 2002 рік:
- удмурти — 53 %
- росіяни — 38 %